# Davor Grčić
Davor Grčić, zvan Gaga (Split, 1. svibnja 1930. – Split 12. rujna 2012.), nekadašnji obrambeni igrač Hajduka iz vremena zlatne hajdukove generacije pedesetih. Od 1952. do 1961. odigrao je 462 utakmice i postigao 2 gola, oba u prvenstvenim utakmicama. Gaga je igrao u 179 službenih natjecanja i postigao 2 gola u 153 prvenstvenih utakmica. Odigrao je 22 utakmice za kup i sudjeluje na 4 europska natjecanja. Nastupa i na 175 prijateljskih utakmica.
Davor Gaga u Hajduk dolazi, na klasični poziv Luke Kaliterne "Mali, dođi sutra na trening!" Njegov prvi službeni nastup bio je u Splitu 27 stranja 1952 protiv Sarajeva, a Hajduk ju je dobio s 4:0. Po jedan gol dali su Luštica, F. Matošić, Šenauer i Krstulović. Uz spomenute igrače nastupili su i Beara (branka), Broketa,  L. Grčić, Katnić, Vukas i Arapović.
Kasnije završava trenersku školu, a od 1964. do 1967. bio je trener i igrač u austrijskom Wolfsbergu.
Prema Gaginim riječima nikada nije učinio penal niti je zbog prekršaja isključen iz igre. Nositelj je jednog od najvećih Hajdukovih priznanja, zlatne kapetanske trake.
Od svoja dva gola D. Grčić prvi je dao 5. lipnja 1955. Željezničaru u Sarajevu koju je Hajduk izgubio s 3:2 (drugi je dao Bajdo), i drugi 10. svibnja 1956. Proleteru (današnji Osijek) u Splitu koju je Hajduk dobio s 5:0 (ostala 4 dali su Bajdo, Vulić, Žanetić i Rebac.
Nakon nogometne karijere u kasnijim godinama Gaga živi povučeno a ljubitelji Hajduka i nogometa okupljaju se u njegovom kafiću 'Gaga'. 
Statistika u Hajduku
| Natjecanje        | Nastupi | Zgoditci |
| ----------------- | ------- | -------- |
| Prvenstvo         | 153     | 2        |
| Kup               | 22      | 0        |
| Superkup          | 0       | 0        |
| Međunarodne       | 4       | 0        |
| Splitski podsavez | 0       | 0        |
| Ukupno            | 179     | 2        |
| Prijateljske      | 175     | 0        |
| Sveukupno         | 354     | 2        |

## Priznanja

### Klupska
Hajduk
- Prva savezna liga: 1952. i 1954./55.

## Vanjske poveznice
- Slobodna dalmacija: “Privilegij je bio imati Davora Grčića Gagu za svog prijatelja“
- HNK Hajduk: Umro legendarni Davor Grčić
- Split u balunu: Di ćemo se nać? U Gage!